# Associação de Futebol de Braga
A Associação de Futebol de Braga é a associação responsável pela organização dos Campeonatos Distritais de futebol de Braga. Foi fundada a 23 de novembro de 1922 e é filiada na Federação Portuguesa de Futebol.

## Clubes nos escalões nacionais
- Na Primeira Liga: SC Braga, Vitória SC, Gil Vicente FC, Moreirense FC e FC Famalicão
- Na Segunda Liga: FC Vizela
- Na Liga 3: Série A: AD Fafe, SC Braga B e Vitória SC B
- No Campeonato de Portugal (liga) Série A: Vilaverdense FC e Brito SC

## História

### Direção fundadora (7 de dezembro de 1922)
- Germano de Vasconcelos (Presidente)
- Celestino Passos de Sousa Lobo (primeiro secretário)
- Fernando de Carvalho Pereira (segundo secretário)
- António da Costa Gomes (Tesoureiro)
- Francisco Teixeira da Silva (Vogal)
- Armando Guimarães (Vogal)

## Competições
A AF Braga organiza diversas competições de futebol e futsal, de ambos os sexos e de todos os escalões etários. Desde 2013-14, as principais competições de seniores masculinos são:
- Pró-Nacional (5.º Nível)
- Divisão de Honra (6.º Nível)
- 1.ª Divisão (7.º Nível)
- Taça
- Supertaça

## Órgãos sociais
| Presidente: Manuel de Jesus Ribeiro Machado Vice-Presidente: Dr. Pedro Miguel Pereira de Sousa Vice-Presidente: Custódio Carvalho Pimenta Ribeiro Vice-Presidente: Fernando Sílvio Faria Nogueira Vice-Presidente: João Oliveira Vieira Conselho de Justiça : Presidente: Dr. Jorge José Varanda Pereira Vice-Presidente: Dr. Manuel José Araújo Ribeiro Vice-Presidente: Dr. Carlos Manuel Araújo Faria Conselho de Disciplina : Presidente: Dr. Jaime Avelino Pereira de Lima Leite Vice-Presidente: Dr. João Augusto Pinheiro Santos Gonçalves Vice-Presidente: Dr. José Pereira dos Santos | Conselho de Arbitragem : Presidente: Manuel Nuno da Cunha Antunes Vice-Presidente: José Monteiro da Silva Vice-Presidente Dr. Ademar Policarpo Figueira Correia Conselho Técnico : Presidente: José Manuel Pereira Gomes Vice-Presidente: Eng.º Domingos Manuel Saraiva Caldeira Barroso Vice-Presidente: Francisco José Teixeira Carvalho |

## Seleção amadora AF Braga

### História
A Seleção Amadora AF Braga, é constituída por jogadores que nunca tenho celebrado contrato profissional de futebol e pertencentes a clubes filiados na AF Braga e que militam nos escalões amadores de futebol (II Divisão B, III Divisão e Campeonatos Distritais AF Braga). A Seleção AF Braga é uma das seleções distritais portuguesas mais cotadas tendo ganho por diversas vezes ganho o título de campeã nacional e representado Portugal na Taça das regiões da UEFA 2010-11.
Em 2001 a Seleção AF Braga chegaria à final da competição realizada na Rep. Checa, perdendo para a equipa anfitriã no desempate por grandes penalidades após igualdade a 2 golos no final do tempo regulamentar.
Em 2011 a Seleção AF Braga, sob o comando de Dito, fez história ao sagrar-se Campeã Europeia das Regiões numa final disputada no Estádio Cidade de Barcelos.
Em 31 de Agosto de 2013, João Salgueiro foi apresentado como novo selecionador sénior da AF Braga tendo por objetivos a participação na Taça Interassociações, numa primeira fase, com ambição em discutir a nível internacional a Taça Uefa das Regiões.

### Palmarés
1 Título de Campeã Europeia (2011)
1 Título de Vice-Campeã Europeia (2001)
3 Presenças na Taça Uefa das Regiões

### Equipa Campeã Europeia 2011
| - Rui Vieira - Simão Barbosa - Filipe Barbosa |

| - João Oliveira - José Fortunato - Tiago Costa - Daniel Simões - João Silva - José Costa |

| - Manuel Gonçalves - José Ferreira - Diogo Gomes - Hugo Soares - Hugo Veiga - Sérgio Costa |

| - Augusto Gonçalves - Pedro Nobre - Rui Silva - Renato Reis - Diogo Leite - Luís Ribeiro |

### Figuras
- Hugo Viana
- Custódio

## Histórico Competições

### Campeonato Distrital Seniores 1922-1947
Fontes: 
| Época   | Campeão AF Braga | Época   | Campeão AF Braga |
| ------- | ---------------- | ------- | ---------------- |
| 1922-23 | SC Braga         | 1935-36 | SC Braga         |
| 1923-24 | SC Braga         | 1936-37 | Vitória SC       |
| 1924-25 | SC Braga         | 1937-38 | Vitória SC       |
| 1925-26 | SC Braga         | 1938-39 | SC Fafe          |
| 1926-27 | SC Braga         | 1939-40 | Vitória SC       |
| 1927-28 | SC Braga         | 1940-41 | Vitória SC       |
| 1928-29 | SC Braga         | 1941-42 | Vitória SC       |
| 1929-30 | SC Braga         | 1942-43 | Vitória SC       |
| 1930-31 | SC Braga         | 1943-44 | Vitória SC       |
| 1931-32 | SC Braga         | 1944-45 | Vitória SC       |
| 1932-33 | SC Braga         | 1945-46 | Vitória SC       |
| 1933-34 | Vitória SC       | 1946-47 | Vitória SC       |
| 1934-35 | SC Braga         |         |                  |

1. ↑  Em 1938/39, o Vitória classificou-se em 1.º lugar no final do Campeonato Distrital. Contudo seria protestado pelo 2.º classificado, o SC Fafe, e levaria a que o mesmo fosse atribuído a esse clube após intervenção Federativa.[10]

### Futebol Seniores 1947-
| Época   | Taça AFB          | 1ª Divisão   | 2ª Divisão                                            | 3ª Divisão | Reservas     |
| ------- | ----------------- | ------------ | ----------------------------------------------------- | ---------- | ------------ |
| 1947-48 |                   | SC Fafe      | 1942-43: Moreirense Entre 1943-1954 não foi disputada |            |              |
| 1948-49 |                   | D Monção     | 1942-43: Moreirense Entre 1943-1954 não foi disputada |            |              |
| 1949-50 |                   | Esposende SC | 1942-43: Moreirense Entre 1943-1954 não foi disputada |            |              |
| 1950-51 |                   | SC Fafe      | 1942-43: Moreirense Entre 1943-1954 não foi disputada |            |              |
| 1951-52 |                   | Esposende SC | 1942-43: Moreirense Entre 1943-1954 não foi disputada |            | SC Braga     |
| 1952-53 |                   | FC Fafe      | 1942-43: Moreirense Entre 1943-1954 não foi disputada |            | FC Vizela    |
| 1953-54 |                   | SC Fafe      | 1942-43: Moreirense Entre 1943-1954 não foi disputada |            |              |
| 1954-55 |                   | FC Famalicão | FC Vizela                                             |            | SC Braga     |
| 1955-56 |                   | SC Fafe      | AD Limianos                                           |            |              |
| 1956-57 |                   | SC Fafe      | CA Valdevez                                           |            |              |
| 1957-58 |                   | SC Fafe      | CC Taipas                                             |            | SC Braga     |
| 1958-59 |                   | AD Fafe      | SC Maria da Fonte                                     |            |              |
| 1959-60 |                   | Gil Vicente  | CF Vianense                                           |            | SC Braga     |
| 1960-61 |                   | D Monção     | CC Taipas                                             |            | SC Braga     |
| 1961-62 |                   | FC Famalicão | FC Vizela                                             |            |              |
| 1962-63 |                   | FC Vizela    | FC Tadim                                              |            | Vitória SC   |
| 1963-64 | FC Vizela         | Gil Vicente  | GD Riopele                                            |            | Vitória SC   |
| 1964-65 | Vitória SC        | Gil Vicente  | CO Campelos                                           |            | Vitória SC   |
| 1965-66 |                   | FC Vizela    | Âncora Praia                                          |            | Vitória SC   |
| 1966-67 |                   | GD Riopele   | Santa Maria FC                                        |            | Vitória SC   |
| 1967-68 | Âncora Praia      | AD Fafe      | Vieira SC                                             | Forjães SC | Vitória SC   |
| 1968-69 | GD Riopele        | AD Limianos  | Forjães SC                                            |            | Vitória SC   |
| 1969-70 | Vieira SC         | CA Valdevez  | CC Taipas                                             |            | SC Braga     |
| 1970-71 | D Monção          | Vieira SC    | GD Apúlia                                             |            |              |
| 1971-72 | Esposende SC      | Esposende SC | Cabeceirense                                          |            | Vitória SC   |
| 1972-73 | Cabeceirense      | Vieira SC    | Palmeiras FC                                          | GD Joane   |              |
| 1973-74 | SC Maria da Fonte | Cabeceirense | Juv. Ronfe                                            | UD Airão   | Esposende SC |
| 1974-75 | SC Maria da Fonte | FC Tadim     | UD Airão                                              | Granja FC  |              |

| Época   | Taça AFB           | 1ª Divisão         | 2ª Divisão      | 3ª Divisão      | Tor. Abertura | Taça Honra   |
| ------- | ------------------ | ------------------ | --------------- | --------------- | ------------- | ------------ |
| 1975-76 | GD Joane           | SC Maria da Fonte  | GD Ribeirão     |                 |               |              |
| 1976-77 | GD Prado           | GD Prado           | Ruivanense AC   | GD Coelima      |               |              |
| 1977-78 | Merelinense FC     | Merelinense FC     | Sequeirense FC  | GD Silvares     |               |              |
| 1978-79 | SC Maria da Fonte  | SC Maria da Fonte  | FC Amares       | Patrimonense FC |               | Vitória SC   |
| 1979-80 | Vieira SC          | CC Taipas          | CD Celeirós     | GD Texteis TARF |               | SC Braga     |
| 1980-81 | CD Maximinense     | SC Maria da Fonte  | GD Texteis TARF | GD Terras Bouro |               | Cabeceirense |
| 1981-82 | CC Taipas          | Merelinense FC     | GD Silvares     | ADC Gualtar     |               | Vitória SC   |
| 1982-83 | Vieira SC          | CC Taipas          | AD Esposende    | Este FC         | FC Famalicão  | Vitória SC   |
| 1983-84 | GD Joane           | Vieira SC          | GD Terras Bouro | FC Gandarela    | SC Braga      | Vitória SC   |
| 1984-85 | Santa Maria FC     | Santa Maria FC     | GD Serzedelo    | UD Vila Chã     | FC Famalicão  | SC Braga     |
| 1985-86 | GD Lagense         | CRP Delães         | Palmeiras FC    | DR Estª. Faro   | SC Braga      | SC Braga     |
| 1986-87 | Palmeiras FC       | GD Ribeirão        | GD Prado        | Maikes Fraião   | FC Famalicão  | FC Famalicão |
| 1987-88 | AD Águias da Graça | GD Prado           | Sequeirense FC  | DR Estª. Faro   | AD Fafe       | AD Fafe      |
| 1988-89 | Vilaverdense FC    | FC Amares          | Águias S. Romão | GCD Armil       | GD Joane      | FC Vizela    |
| 1989-90 | CD Maximinense     | CD Maximinense     | GD Alegrienses  | AD Gondifelos   | AD Fafe       | AD Fafe      |
| 1990-91 | Vilaverdense FC    | Merelinense FC     | Sandinenses     | DR Estª. Faro   | FC Vizela     | FC Vizela    |
| 1991-92 | AD Águias da Graça | Juv Ronfe          | GD Pevidém      | GDCR Golães     | Moreirense FC | FC Vizela    |
| 1992-93 | Vilaverdense FC    | AD Águias da Graça | CDR Esporões    | SR Cepanense    | Moreirense FC | AD Fafe      |
| 1993-94 | GD Apúlia          | GD Pevidém         | Brito SC        | Este FC         | Juv. Ronfe    |              |

| Época   | Taça AFB          | Div. Honra         | 1ª Divisão                                                   | 2ª Divisão                                        | 3ª Divisão          |
| ------- | ----------------- | ------------------ | ------------------------------------------------------------ | ------------------------------------------------- | ------------------- |
| 1994-95 | GD Serzedelo      | CRP Delães         | Bº. Misericórdia                                             | DC Arnoso                                         | ACDR Pico Regalados |
| 1995-96 | GD Serzedelo      | AD Águias da Graça | Brito SC                                                     | FC Negreiros                                      | GDR Urgeses         |
| 1996-97 | Brito SC          | CD Maximinense     | GDU Torcatense                                               | Sequeirense FC                                    |                     |
| 1997-98 | Vilaverdense FC   | Merelinense FC     | OFC Antime                                                   | Necessidades FC                                   |                     |
| 1998-99 | CD Ponte          | SC Maria da Fonte  | GD Terras Bouro                                              | GR Gavião                                         |                     |
| 1999-00 | CD Maximinense    | CF Fão             | GD Celoricense                                               | GD Souto                                          |                     |
| 2000-01 | SC Ucha           | AD Águias da Graça | ACD Pica                                                     | GDC Cristelo                                      |                     |
| 2001-02 | Santa Maria FC    | AD Oliveirense     | Forjães SC GD Fradelos GD Porto d'Ave Arco Baúlhe            | GD Fonte Santa                                    |                     |
| 2002-03 | GDU Torcatense    | Cabeceirense       | ADCR Turiz GD Pedralva CO Campelos Águias S. Romão           | SC Cabreiros                                      |                     |
| 2003-04 | GD Serzedelo      | Merelinense FC     | Brito SC                                                     | CDC Viatodos                                      |                     |
| 2004-05 | FC Amares         | FC Amares          | GD Prado                                                     | ADRC Terras Bouro GD Lagense                      |                     |
| 2005-06 | Vieira SC         | Vieira SC          | CD Apúlia ACDR Termas Caldelas CD Pedralva GCD Águias Negras | ACD Estrelas Noite ADC Telhado GD Travasós        |                     |
| 2006-07 | CCD Santa Eulália | GD Serzedelo       | AD Laje CD Os Alegrienses GD Louro AD São Paio SC            | Catel-Cunha CCD Desp. Ronfe                       |                     |
| 2007-08 | CC Taipas         | CF Fão             | ACDR Pico Regalados ACD Pica                                 | UD Vila Chã Dumiense FC CD Maximinense Pevidém SC |                     |
| 2008-09 | Santa Maria FC    | Santa Maria FC     | CD Apúlia GD Silvares                                        | FC Tadim GD Gerês Bairro FC ACR Guilhofrei        |                     |
| 2009-10 | Vilaverdense FC   | CC Taipas          | Forjães SC Celoricense                                       | GFC Pousa Este FC Desp. S. Cosme SC Fermilense    |                     |
| 2010-11 | CCD Santa Eulália | Vilaverdense FC    | AD Águias da Graça GD Travassós                              | Antas FC MJ Póvoa S. Paio d'Arcos UDC Sto Adrião  |                     |
| 2011-12 | CC Taipas         | CCD Santa Eulália  | AD Ninense Brito SC                                          | GCDR Lanhas Dumienses FC GDR Amigos Urgeses       |                     |
| 2012-13 | Vieira SC         | AD Ninense         | Dumiense FC GD Pevidém                                       | UDS Veríssimo S. Mamede d’Este GCD Regadas        |                     |

| Época   | Taça AFB       | Pró-Nacional      | Div. Honra                 | 1ª Divisão                                                   | Supertaça      |
| ------- | -------------- | ----------------- | -------------------------- | ------------------------------------------------------------ | -------------- |
| 2013-14 | Merelinense FC | CCD Santa Eulália | S. Paio d'Arcos FC Amares  | MARCA CD Ponte GD Pedralva                                   | Vieira SC      |
| 2014-15 | FC Amares      | Torcatense        | Forjães SC GD Travassós    | Palmeiras FC SC Leões Enguardas AD S. Paio Vizela            | Torcatense     |
| 2015-16 | Merelinense FC | Merelinense FC    | AD Esposende Porto d'Ave   | Bairro Prozis Academy Guisande Santiago Mascotelos           | Merelinense FC |
| 2016-17 | AD Esposende   | Arões SC          | Águias da Graça Pevidém SC | Bairro da Misericórdia GD Gerês Ribeirão 1968 CD Celoricense | Arões SC       |

### Camadas Formação
| Época   | Juniores        | Juniores                              | Juvenis          | Juvenis                                                             | Iniciados        | Iniciados                                                           | Infantis     | Infantis | Benjamins |
| Época   | 1ª Divisão      | 2ª Divisão                            | 1ª Divisão       | 2ª Divisão                                                          | 1ª Divisão       | 2ª Divisão                                                          | Onze         | Sete | Benjamins |
| ------- | --------------- | ------------------------------------- | ---------------- | ------------------------------------------------------------------- | ---------------- | ------------------------------------------------------------------- | ------------ | --- | --- |
| 1951-52 | SC Braga        |                                       |                  |                                                                     |                  |                                                                     |              | | |
| 1952-53 | FC Vizela       |                                       |                  |                                                                     |                  |                                                                     |              | | |
| 1953-54 | Vitória SC      |                                       |                  |                                                                     |                  |                                                                     |              | | |
| 1954-55 | SC Braga        |                                       |                  |                                                                     |                  |                                                                     |              | | |
| 1955-56 | Franc. Holanda  |                                       |                  |                                                                     |                  |                                                                     |              | | |
| 1956-57 | SC Braga        |                                       |                  |                                                                     |                  |                                                                     |              | | |
| 1957-58 | SC Braga        |                                       |                  |                                                                     |                  |                                                                     |              | | |
| 1958-59 | Vitória SC      |                                       |                  |                                                                     |                  |                                                                     |              | | |
| 1959-60 | SC Braga        |                                       |                  |                                                                     |                  |                                                                     |              | | |
| 1960-61 | AD Fafe         |                                       |                  |                                                                     |                  |                                                                     |              | | |
| 1961-62 | Vitória SC      |                                       |                  |                                                                     |                  |                                                                     |              | | |
| 1962-63 | SC Braga        |                                       |                  |                                                                     |                  |                                                                     |              | | |
| 1963-64 | Vitória SC      |                                       |                  |                                                                     |                  |                                                                     |              | | |
| 1964-65 | Vitória SC      |                                       |                  |                                                                     |                  |                                                                     |              | | |
| 1965-66 | Vitória SC      |                                       | Vitória SC       |                                                                     |                  |                                                                     |              | | |
| 1966-67 | Vitória SC      |                                       | SC Braga         |                                                                     |                  |                                                                     |              | | |
| 1967-68 | SC Braga        |                                       | Vitória SC       |                                                                     |                  |                                                                     |              | | |
| 1968-69 | AD Fafe         |                                       | SC Braga         |                                                                     |                  |                                                                     |              | | |
| 1969-70 | SC Braga        |                                       | Vitória SC       |                                                                     |                  |                                                                     |              | | |
| 1970-71 | Gil Vicente     |                                       | Vitória SC       |                                                                     |                  |                                                                     |              | | |
| 1971-72 | Vitória SC      |                                       | Vitória SC       |                                                                     |                  |                                                                     |              | | |
| 1972-73 | Vitória SC      |                                       | Vitória SC       |                                                                     | Vitória SC       |                                                                     |              | | |
| 1973-74 | Vitória SC      |                                       | Vitória SC       |                                                                     | SC Braga         |                                                                     |              | | |
| 1974-75 | Vilaverdense FC |                                       | Vitória SC       |                                                                     | SC Braga         |                                                                     |              | | |
| 1975-76 | Gil Vicente     |                                       | SC Braga         |                                                                     | Vitória SC       |                                                                     |              | | |
| 1976-77 | FC Famalicão    |                                       | SC Braga         |                                                                     | SC Braga         |                                                                     |              | | |
| 1977-78 | FC Vizela       |                                       | SC Braga         |                                                                     | Vitória SC       |                                                                     |              | | |
| 1978-79 | CC Taipas       |                                       | SC Braga         |                                                                     | SC Braga         |                                                                     |              | | |
| 1979-80 | FC Famalicão    |                                       | SC Braga         |                                                                     | SC Braga         |                                                                     |              | | |
| 1980-81 | AD Esposende    |                                       | Vitória SC       |                                                                     | Vitória SC       |                                                                     |              | | |
| 1981-82 | FC Vizela       |                                       | Vitória SC       |                                                                     | Vitória SC       |                                                                     |              | | |
| 1982-83 | Merelinense FC  |                                       | Vitória SC       |                                                                     | Vitória SC       |                                                                     |              | | |
| 1983-84 | Gil Vicente     |                                       | Merelinense FC   |                                                                     | Vitória SC       |                                                                     |              | | |
| 1984-85 | Cabeceirense    |                                       | Merelinense FC   |                                                                     | Vitória SC       |                                                                     |              | Vitória SC | |
| 1985-86 | Dumiense        |                                       | FC Famalicão     |                                                                     | Vitória SC       |                                                                     |              | SC Braga | |
| 1986-87 | AD Fafe         |                                       | SC Braga         |                                                                     | Vitória SC       |                                                                     | SC Braga     | | |
| 1987-88 | FC Vizela       |                                       | Merelinense FC   |                                                                     | SC Braga         |                                                                     | SC Braga     | | |
| 1988-89 | CC Taipas       |                                       | SC Braga         |                                                                     | SC Braga         |                                                                     | Cabeceirense | | |
| 1989-90 | AD Fafe         |                                       | AD Fafe          |                                                                     | SC Braga         |                                                                     | Vitória SC   | | |
| 1990-91 | Merelinense FC  |                                       | CC Taipas        |                                                                     | SC Braga         |                                                                     | FC Famalicão | | |
| 1991-92 | FC Famalicão    |                                       | SC Braga         |                                                                     | Vitória SC       |                                                                     | Vitória SC   | | |
| 1992-93 | AD Fafe         | Vieira SC                             | Gil Vicente      |                                                                     | SC Braga         |                                                                     | SC Braga     | | |
| 1993-94 | Gil Vicente     | Vitória SC                            | FC Vizela        |                                                                     | Vitória SC       |                                                                     | Vitória SC   | | |
| 1994-95 | FC Amares       | GD Lagense                            | Palmeiras FC     |                                                                     | Vitória SC       |                                                                     | SC Braga     | | |
| 1995-96 | AD Fafe         | Ginásio Sé                            | FC Famalicão     |                                                                     | Vilaverdense FC  |                                                                     | FC Vizela    | | |
| 1996-97 | GD Pevidém      | Cabeceirense                          | FC Vizela        |                                                                     | SC Braga         |                                                                     | FC Vizela    | | |
| 1997-98 | FC Famalicão    | Celoricensa                           | Merelinense FC   |                                                                     | SC Braga         |                                                                     | FC Vizela    | | |
| 1998-99 | FC Amares       |                                       | SC Braga         |                                                                     | CC Taipas        |                                                                     | SC Braga     | | |
| 1999-00 | AD Fafe         |                                       | Bº. Misericórdia |                                                                     | Os Sandinenses   |                                                                     |              | SC Braga FC Famalicão | |
| 2000-01 | FC Marinhas     |                                       | FC Vizela        |                                                                     | Bº. Misericórdia |                                                                     |              | SC Braga Vitória SC Vieira SC                                                                                                  | |
| 2001-02 | FC Famalicão    | CD Ponte                              | Bº. Misericórdia | Gil Vicente                                                         | Merelinense FC   |                                                                     |              | SC Braga Vitória SC | |
| 2002-03 | CC Taipas       | GD Ribeirão                           | Gil Vicente      | Brito SC                                                            | AD Esposende     |                                                                     |              | AD Esposende GDR Trandeiras Moreirense FC Vitória SC                                                                           | EF Fer. Pires FC Vizela                                                                                             |
| 2003-04 | FC Vizela       | Operário FC                           | Merelinense FC   | GDR Urgeses                                                         | Moreirense FC    |                                                                     |              | Gil Vicente Vitória SC Moreirense FC AD Fafe                                                                                   | EF Fer. Pires Vitória SC                                                                                            |
| 2004-05 | Merelinense FC  | GDR Urgeses                           | AD Fafe          | Vitória SC                                                          | AD Esposende     |                                                                     |              | EF Fer. Pires EF O Fintas FC Famalicão Moreirense FC Vitória SC                                                                | Vitória SC |
| 2005-06 | Moreirense FC   | GD Adaufe Este FC At. Cabeceirense    | FC Famalicão     | UD São Veríssimo Palmeiras FC SC Braga GD Ribeirão                  | CC Taipas        |                                                                     |              | CF Ceramistas Palmeiras FC Vitória SC SC Braga Vitória SC                                                                      | Vitória SC Juv. Ronfe                                                                                               |
| 2006-07 | CC Taipas       | UD São Veríssimo GD Prado GD Ribeirão | FC Amares        | ARC Águias Alvelos ADC Gualtar DC Arnoso Santa Maria Sandinenses    | AD Fafe          |                                                                     |              | SC Braga EF Fer. Pires Vitória SC Os Sandinenses FC Vizela Vitória SC                                                          | CF Os Ceramistas Vitória SC Pevidém SC Vitória SC                                                                   |
| 2007-08 | AD Fafe         | Brufense Nogueirense Vitória SC       | FC Vizela        | Andorinhas ACDR Pico Regalados B.º Misericórdia Desp. Ronfe         | FC Marinhas      |                                                                     |              | Gil Vicente SC Braga Palmeiras FC Pevidém SC Desp. Ronfe Operário Fc Vitória SC                                                | UD São Veríssimo EF O Fintas SC Braga Vitória SC GD Ribeirão                                                        |
| 2008-09 | Moreirense FC   | ARC Águias Alvelos GD Porto d'Ave     | AD Fafe          | Santa Maria FC Arsenal Devesa GD Ribeirão Atl. Cabeceirence         | GD Ribeirão      | FC Marinhas Este FC ARC Pencelo                                     |              | SC Braga Palmeiras FC EF Os Craques FC Vizela ARC Pencelo ARCS Fair Play                                                       | SC Braga EF Fer. Pires CB Póvoa Lanhoso FC Vizela Vitória SC                                                        |
| 2009-10 | Palmeiras FC    | CDC Viatodos Operário FC Vieira SC    | Vitória SC       | FC Marinhas Merelinense FC Ruivanense Os Alegrienses Os Sandinenses | Vitória SC       | Operário FC Realense FC FC Ferreirense Desp. Ronfe                  |              | AD Esposende SC Braga Realense FC bragafut GD Ribeirão FC Vizela CC Taipas FC Vizela Moreirense FC                             | SC Braga bragafut GD Cavalões Vitória SC                                                                            |
| 2010-11 | FC Vizela       | Andorinhas Lomarense Ruivanense       | Os Sandinenses   | Andorinhas Palmeiras FC FC Famalicão Pevidém SC                     | Moreirense FC    | AD Bastuço S. joão EF Fer. Pires FC Vizela Ruivanense Ases S. Jorge | SC Braga     | CF Fão EF O Fintas ADC Aveleda Palmeiras FC Os Sandinenses Moreirense FC GD Figueiredo EF Fer. Pires Celoricense Ases S. Jorge | AD Esposende Vilaverdense FC CB Póvoa Lanhoso EF Os Craques ADC Aveleda Vitória SC Moreirense FC Vitória SC AD Fafe |

#### Depois 2011
| Época   | Juniores       | Juniores          | Juniores                                          | Juvenis        | Juvenis        | Juvenis                    | Juvenis                                         | Iniciados    | Iniciados                    | Iniciados                                          | Infantis            | Infantis | Benjamins |
| Época   | Honra          | Taça              | 1ª Divisão                                        | Honra          | Taça           | 1ª Divisão                 | 2ª Divisão                                      | Honra        | 1ª Divisão                   | 2ª Divisão                                         | Onze                | Sete | Benjamins |
| ------- | -------------- | ----------------- | ------------------------------------------------- | -------------- | -------------- | -------------------------- | ----------------------------------------------- | ------------ | ---------------------------- | -------------------------------------------------- | ------------------- | --- | --- |
| 2011-12 | Brito SC       | SC Maria da Fonte | AD Ninense ADRC Terras Bouro Desp. Ronfe          | Merelinense FC | Merelinense FC | Palmeiras FC Desp. Ronfe   | AD Bastuço S. João Nogueirense Os Sandinenses   | SC Braga     | Bragafut GD Ribeirão         | CF Fão GD Ribeirão CD Ponte                        | SC Braga            | AD Esposende Arsenal Devesa EF O Fintas EF Fer. Pires EF O Fintas ADC Aveleda GD Fradelos SC Braga Vitória SC Celoricense                                            | AD Esposende SC Braga Dumiense FC EF Os Craques SC Braga Vitória SC Operário FC Vitória SC                                                                                       |
| 2012-13 | Amigos Urgeses | GD Prado          | CF Fão GD Prado Os Sandinenses                    | SC Braga       | FC Famalicão   | Ferreirense Amigos Urgeses | EF Fern. Pires Bragafut Joane                   | FC Famalicão | Arsenal Devesa Ases S. Jorge | Louro Vieira SC Bairro Misericórdia Amigos Urgeses | SC Braga AD Fafe    | Estrelas Faro (A) Aveleda (B) Aveleda (C) GD Prado (D) CBP. Lanhoso (E) SC Braga (F) Palmeiras (G) CB Famalicão (H) Moreirense (I) Moreirense (J) Amigos Urgeses (K) | Operário FC (A) SC Braga (B) Tadim (C) SC Braga (D) Vilaverdense (E) Fintas Academia (F) Aveleda (G) Vit. Guimarães (H) Vit. Guimarães (I) Vit. Guimarães (J) Vit. Guimarães (K) |
| 2013-14 | Moreirense     | FC Marinhas       | AFC Martim Terras do Bouro Ferreirense Pevidém SC | Palmeiras      | Moreirense     | Fernando Pires Moreirense  | Ribeirão Maximinense Palmeiras V. Guimarães     | SC Braga     | ADC Aveleda D. Ronfe         | Várzea Dumiense Tadim Arsenal Devesa Santa Eulália | SC Braga            | Santa Maria (A) Dumiense (B) Palmeiras (C) C. Benf. Póvoa L (D) Dumiense (E) Craques (F) Joane (G) Dumiense (H) Ruivanense (I) Urgeses (J) Vizela (K)                | Gil Vicente (A) Gil Vicente (B) Aveleda (C) Dumiense (D) Soarense (E) Figueiredo (F) Ribeirão (G) C Benf Fam. (H) Famalicão (I) Vitória SC (J) Vitória SC (K)                    |
| 2014-15 | Merelinense    | Merelinense       | Maximinense Palmeiras FC Ninense Arões SC         | Moreirense     | Palmeiras      | Palmeiras Vitória SC       | Marinhas Arsenal Devesa AD Oliveirense Arões SC | Palmeiras    | Vilaverdense GD Joane        | Esposende B Porto d'Ave Ger. Benfica CD Ponte      | Dumiense Vitória SC | Gandra Aveleda C Benf. P.Lanhoso Merelinense Merelim S. paio Dumiense C Benf. Famalicão Vizela Vitória Torcatense                                                    | SC Braga Gil Vicente C Benf P.Lanhoso Fintas Lomarense Famalicão C Benf Famalicão Vitória                                                                                        |

### Femininos
| Época   | Futebol Feminino   | Futebol Feminino | Futebol Feminino | Futsal Feminino    | Futsal Feminino    |
| Época   | 1ª Divisão         | Taça AFB         | Supertaça        | 1ª Divisão         | Taça AFB           |
| ------- | ------------------ | ---------------- | ---------------- | ------------------ | ------------------ |
| 1985-86 | SC Braga           |                  |                  |                    |                    |
| 1986-87 | SC Braga           |                  |                  |                    |                    |
| ...     |                    |                  |                  |                    |                    |
| 1999-00 | ARC Várzea         | Juv. Belinho     | Juv. Belinho     | AD Pedome          | AD Pedome          |
| 2000-01 | ADRC Fonte Boa     | ADRC Fonte Boa   |                  | Vila Nova de Sande | Vila Nova de Sande |
| 2001-02 | Sequeirense FC     |                  |                  | AD Pedome          | AD Pedome          |
| 2002-03 | Pico Regalados     | ARC Várzea       |                  | ADR Mogege         | ADRC Doniense      |
| 2003-04 | AD Carvalhal       |                  |                  | ADR Mogege         | ADR Mogege         |
| 2004-05 | A. Merelim S. Paio |                  |                  | ADR Mogege         | ADR Mogege         |
| 2005-06 | AD Oliveirense     |                  |                  | ADR Mogege         | Vitória SC         |
| 2006-07 | ARC Sequiade       |                  |                  |                    |                    |

| Época   | Futebol Feminino | Futsal Feminino   | Futsal Feminino    | Futsal Feminino  | Futsal Feminino  |
| Época   | Sub-19           | 1ª Divisão        | Taça AFB           | Juniores         | Juvenis          |
| ------- | ---------------- | ----------------- | ------------------ | ---------------- | ---------------- |
| 2007-08 |                  | SC Maria da Fonte | FC Vermoim         |                  |                  |
| 2008-09 |                  | FC Vermoim        | ADC Gualtar        |                  |                  |
| 2009-10 | Vilaverdense FC  | FC Vermoim        | FC Vermoim         |                  |                  |
| 2010-11 | Vilaverdense FC  | FC Vermoim        | FC Vermoim         |                  |                  |
| 2011-12 | Vilaverdense FC  | FC Vermoim        | FC Vermoim         |                  |                  |
| 2012-13 | Vilaverdense FC  | FC Vermoim        | ARJ Mogege         | AR Jovem Mogege  |                  |
| 2013-14 | Vilaverdense FC  | Porto d'Ave       | Juventude S. Pedro | GCR Nun’Álavares |                  |
| 2014-15 | Vilaverdense FC  | GCR Nun’Álavares  | GCR Nun’Álavares   | ADR Outeirense   | GCR Nun’Álavares |
| 2015-16 |                  | CDRC de Tebosa    | CDRC de Tebosa     | FC Académicos    | GCR Nun’Álavares |
| 2016-17 | Vilaverdense FC  | GCR Nun’Álavares  | Maria da Fonte     | GCR Nun’Álavares | GCR Nun’Álavares |

### Futsal Masculino
| Época   | Seniores               | Seniores               | Seniores       | Seniores        | Juniores               | Juniores               | Juvenis                | Juvenis                | Iniciados              | Infantis               | Benjamins         |
| Época   | 1ª Divisão             | Taça AFB               | Supertaça      | 2ª Divisão      | 1ª Divisão             | Taça                   | 1ª Divisão             | Taça                   | Iniciados              | Infantis               | Benjamins         |
| ------- | ---------------------- | ---------------------- | -------------- | --------------- | ---------------------- | ---------------------- | ---------------------- | ---------------------- | ---------------------- | ---------------------- | ----------------- |
| 1994-95 | Torrestir Lda.         | GDR Onda Verde         | GDR Onda Verde |                 |                        |                        |                        |                        |                        |                        |                   |
| 1995-96 | CDR São Lázaro         | CDR Leões Penedo       | CDR São Lázaro |                 |                        |                        |                        |                        |                        |                        |                   |
| 1996-97 | CDR Leões Penedo       | CDR Leões Penedo       | GD Bradecor    |                 |                        |                        |                        |                        |                        |                        |                   |
| 1997-98 |                        |                        |                |                 |                        |                        |                        |                        |                        |                        |                   |
| 1998-99 |                        |                        |                |                 |                        |                        |                        |                        |                        |                        |                   |
| 1999-00 | GD Fund. Jorge Antunes | ARCA                   |                |                 |                        |                        |                        |                        |                        |                        |                   |
| 2000-01 | ASCREDNO               | GD Fund. Jorge Antunes |                |                 | CR Candoso             | Famalicense AC         |                        |                        |                        |                        |                   |
| 2001-02 | GCR Nun'Alvares        | Piratas Creixomil      |                |                 | GCR Nun'Alvares        | Piratas Creixomil      |                        |                        |                        |                        |                   |
| 2002-03 | Piratas Creixomil      | ADR Malta Fixola       |                |                 | Piratas Creixomil      |                        | GD Fund. Jorge Antunes |                        | Piratas Creixomil      | Sande S. Clemente      |                   |
| 2003-04 | ACR Lordelo            | Bairro FC              |                |                 | Piratas Creixomil      | Piratas Creixomil      | JASP                   |                        | GD Fund. Jorge Antunes | Piratas Creixomil      |                   |
| 2004-05 | ADR Malta Fixola       | ADC São Mateus         |                |                 | ADR Malta Fixola       | ACR Marretinhas        | GD Fund. Jorge Antunes |                        | Piratas Creixomil      | GD Fund. Jorge Antunes |                   |
| 2005-06 | ADC São Mateus         | Casa Benfica Barcelos  |                | GD André Soares |                        | Piratas Creixomil      | GD Fund. Jorge Antunes | ACR Marretinhas        | Piratas Creixomil      | ACR Marretinhas        |                   |
| 2006-07 | Merelinense FC         | GCR Nun'Alvares        |                | ISAVE           | GD Fund. Jorge Antunes | GD Fund. Jorge Antunes | Piratas Creixomil      | CSRC Campelos          | SC Braga               | ACR Marretinhas        |                   |
| 2007-08 | Contacto Futsal        | GD André Soares        |                |                 | Piratas Creixomil      | Piratas Creixomil      | CSRC Campelos          | SC Braga               | FC Vermoim             | CSCD Silvares          | A. Santo Tirso    |
| 2008-09 | Guimarães Futsal       | GCR Nun'Alvares        |                |                 | Piratas Creixomil      | Piratas Creixomil      | GD Fund. Jorge Antunes | Piratas Creixomil      | CSRC Campelos          | Contacto Futsal        | A. Santo Tirso    |
| 2009-10 | EPB                    | Fund. Manuel Costa     |                |                 | GD Fund. Jorge Antunes | GD Fund. Jorge Antunes | FC Vermoim             | Piratas Creixomil      | FC Vermoim             | ARC São Tiago Faia     | A. Santo Tirso    |
| 2010-11 | CCS Santo Adrião       | CDC Priscos            |                |                 | GD Fund. Jorge Antunes | ADC São Mateus         | FC Vermoim             | Piratas Creixomil      | Piratas Creixomil      | A. Santo Tirso         | UDC Gualtar 10    |
| 2011-12 | SC Cabeçudense         | SC Cabeçudense         |                |                 | Piratas Creixomil      | Piratas Creixomil      |                        | GD Fund. Jorge Antunes | GD Fund. Jorge Antunes | ADC Gualtar            | Piratas Creixomil |
| 2012-13 | Priscos                | MA Landim              |                |                 | Vermoin                | SC Braga               | Piratas Creixomil      | SC Braga               | Santo Tirso            | Gualtar                | Piratas Creixomil |
| 2013-14 | ASCREDNO-Nogueiró      | ASCREDNO-Nogueiró      |                |                 | J. Antunes             | Piratas Creixomil      | J. Antunes             | Contacto Futsal        | Santo Tirso            | Piratas Creixomil      | ADC Gualtar       |
| 2014-15 | GD Caldelas            | GD Caldelas            | n.d.           | n.d             | SC Braga               | Piratas Creixomil      | Piratas Creixomil      | Contacto Futsal        | Col. Caldinhas         | J. Antunes             | ADC Gualtar       |
| 2015-16 | Nogueiro Tenoes        | Nogueiro Tenoes        | ARC Lordelo    | n.d             |                        |                        |                        |                        |                        |                        |                   |
| 2016-17 | CR Candoso             |                        |                | n.d.            |                        |                        |                        |                        |                        |                        |                   |